# JUSTICE from GUILTY
『JUSTICE [from] GUILTY』（ジャスティス・フロム・ギルティー）は、GLAYの通算46枚目のシングル。2012年12月5日にloversoul music & associatesから発売。

## 解説
- 前作「Bible」以来7ヶ月振りのシングルである。
- パートナーシップを結んだポニーキャニオンとの第1シングル。ポニーキャニオンからのシングルでは2002年7月31日発売の「逢いたい気持ち」以来、約10年2ヵ月ぶりのシングル。
- 長居スタジアムでのライブ『GLAY STADIUM LIVE 2012 THE SUITE ROOM in OSAKA NAGAI STADIUM Supported by glico』で発表された「GLAY 7 Surprises」の第1弾として、47thシングル「運命論」と同時リリースされる（ライブDVD&Blu-ray『GLAY STADIUM LIVE 2012 THE SUITE ROOM IN OSAKA NAGAISTADIUM “7.28 SUPER WELCOME PARTY & 7.29 BIG SURPRISE PARTY”』も同時リリースである）。
- シングル2枚同時リリースは、「誘惑」、「SOUL LOVE」以来、およそ14年半ぶりとなる。
- HISASHIが作曲した曲では「G4・II -THE RED MOON-」を除けば初のA面曲である（CD媒体ではTAKURO以外による作曲は初である）。
- CD＋DVD盤盤とCD ONLY盤の2形態で発売。紙ジャケット仕様である。
- 佐久間正英らの手を借りず、セルフプロデュースしたシングルA面曲はGLAY初である。ただしカップリングであれば、1999年の「Winter,again」にセルフプロデュースである「Young oh! oh!」と「HELLO MY LIFE」が収録されている。
- CMには、タレントの武井壮が出演しており、「GLAYの倒し方!?」と言うタイトルで製作された。オフィシャルによって、YouTubeにもアップされた[2][3]。

## 収録曲
1. JUSTICE [from] GUILTY （4分37秒）
  - 作詞：TAKURO / 作曲：HISASHI / 編曲：GLAY

公式サイトでは、エッジの効いたギターリフとメロディが耳を貫くソリッドなロックチューン。と紹介されている[4]。
プロモーションビデオの監督は「everKrack」同様、清水康彦が担当。奇想天外な構成を用いた架空の映画『ジャスティスフロムギルティ』を宣伝するという内容になっており[5][6]、GLAY史上最大の問題作であるとしている[5]。ドラムに、凛として時雨のピエール中野が参加している[7]。
中盤で唐突に転調、そこからまた元に戻るというトリッキーな展開が特徴的で[8]、HISASHIは普段、自分で作曲したものは自分で言葉を書きたく、物語より言葉の響きを重視する傾向があるが、「Bメロで転調してサビでまた戻る」見たいな、楽曲にストーリー性があり、TAKUROの世界観の下で聴いてみたいと思い、作詞を依頼したと語っている[9]。また、イントロは、BUCK-TICK 『悪の華』をモチーフにして生まれたとのこと[10]。
映画の脚本のように風景を断片的に切り取った歌詞となっており[8]、この歌詞に関してTAKUROは、「映画のストーリーのような、最後に苦い後味が残せる曲ができないかと考え、大滝詠一「さらばシベリア鉄道」、小林麻美「哀しみのスパイ」、ロシアと冷戦時のスパイ映画の要素も加えた。これは、HISASHI楽曲だからこそできた。」と語っている[8]。
2013年1月18日、ミュージックステーションでテレビ初披露された[11]。
2. MILESTONE〜胸いっぱいの憂鬱〜 （4分29秒）
  - 作詞・作曲：TAKURO / 編曲：GLAY

佐橋佳幸によるマンドリン・バンジョーを取り入れたミディアムポップ。歌詞は、夏のひと時を彩った恋を綴った儚い物語となっている[8]。
3. Time for Christmas (Club mix) （4分58秒）
  - 作詞・作曲：TAKURO / 編曲：GLAY & KEI KUSAMA (KURID INTERNATIONAL)

「嫉妬 (KURID/PHANTOM mix)」等にも参加した草間敬による、ミニアルバム『Hope and The Silver Sunrise』収録曲のリミックスで、エレクトロ・ポップ調のアレンジとなっている[8]。原曲ではJUJUがメインボーカルを担当した部分のほとんどが、このバージョンではTERUによるボーカルとなっている。
4. 11thアルバム「JUSTICE」&12thアルバム「GUILTY」予告編 （4分05秒）
47thシングル「運命論」収録のものと同一。HISASHIが編集を行っている。収録曲は順に「Red moon & Silver sun ～My Private "Jealousy"」「Bible」「ROUTE 5 BAYSHORE LINE」「冬の遊歩道」「gestalt」「傷だらけの太陽」「初恋を唄え」「真昼の月の静けさに」「華よ嵐よ」「PARADISE LOST」「WHO KILLED MY DIVA」「君にあえたら」。

### DVD （CD+DVD盤のみ）
- 「JUSTICE [from] GUILTY」ミュージックビデオ
- 「JUSTICE [from] GUILTY」ジャケット撮影メイキング
- 「JUSTICE [from] GUILTY」ミュージックビデオ撮影メイキング
- 『GLAY STADIUM LIVE 2012 THE SUITE ROOM in OSAKA NAGAI STADIUM Supported by glico』ライブ映像「SOUL LOVE」
- 『GLAY STADIUM LIVE 2012 THE SUITE ROOM in OSAKA NAGAI STADIUM Supported by glico』ダイジェスト映像

## 収録アルバム
JUSTICE from GUILTY
- JUSTICE (アルバムバージョン)

## 参加ミュージシャン
- TOSHI NAGAI (M2, M3・ドラムス)
- PIERRE NAKANO (M1・ドラムス)
- YOSHIYUKI SAHASHI (M2・マンドリン・バンジョー)
- JUJU (M3・ボーカル)

## スタッフ
レコーディング・ミキシング
Koniyoung (KURID INTERNATIONAL)
マスタリング
STEPHEN MARCUSSEN at MARCUSSEN MASTERING STUDIOS
ミュージックビデオ監督
YASUHIKO SHIMIZU (S-14)
メイキングビデオ監督
TETSUYA IWAGUCHI
ライブ映像監督
AKIRA MAEJIMA (FITZ ROY)